# Convenção de Paris de 1883
A Convenção de Paris é o primeiro acordo internacional relativo à Propriedade Intelectual, assinado em 1883 em Paris, para a Proteção da Propriedade Industrial (CUP), continua em vigor em sua versão de Estocolmo, inclusive por força do Acordo TRIPs.
Sua contrapartida no campo do Direito autoral é a Convenção da União de Berna. 
A Convenção da União de Paris - CUP, de 1883, deu origem ao hoje denominado Sistema Internacional da Propriedade Industrial, e foi a primeira tentativa de uma harmonização internacional dos diferentes sistemas jurídicos nacionais relativos a Propriedade Industrial. Surge, assim, o vínculo entre uma nova classe de bens de natureza imaterial e a pessoa do autor, assimilado ao direito de propriedade. Os trabalhos preparatórios dessa Convenção Internacional se iniciaram em Viena, no ano de 1873. Cabe lembrar que o Brasil foi um dos 14 (quatorze) países signatários originais. A Convenção de Paris sofreu revisões periódicas, a saber: Bruxelas (1900), Washington (1911), Haia (1925), Londres (1934), Lisboa (1958) e Estocolmo (1967). Conta atualmente com 173 (cento e setenta e três) países signatários. 
A Convenção de Paris foi elaborada de modo a permitir razoável grau de flexibilidade às legislações nacionais, desde que fossem respeitados alguns princípios fundamentais. Tais princípios são de observância obrigatória pelos países signatários. Cria-se um "território da União", constituído pelos países contratantes, onde se aplicam os princípios gerais de proteção aos Direitos de Propriedade Industrial. 

## Princípios da Convenção da União de Paris

#### 1. Tratamento nacional
Esse princípio consagrado no Art. 2º da Convenção de Paris estabelece que os nacionais de cada um dos países membros gozem, em todos os outros países membros a União, da mesma proteção, vantagens e direitos concedidos pela legislação do país a seus nacionais, sem que nenhuma condição de domicílio ou de estabelecimento seja exigida. Assim, os domiciliados ou os que possuem estabelecimentos industriais ou comerciais efetivos no território de um dos países membros da Convenção (art. 3º), são equiparados aos nacionais do país onde foi requerida a patente ou o desenho industrial.
Ressalva expressamente a Convenção, as disposições das legislações nacionais no que tange aos processos judicial e administrativo, à competência, à escolha de domicílio ou de estabelecimento no país ou à designação de mandatário.
OBS: A legislação brasileira faz uso, em especial, dessa última ressalva no art. 217, da Lei n.º 9 279/96 - LPI.

#### 2. Prioridade unionista
Esse princípio estabelecido pela Convenção de Paris em seu Art. 4º dispõe que o primeiro pedido de patente ou desenho industrial depositado em um dos países membros serve de base para depósitos subsequentes relacionados à mesma matéria, efetuados pelo mesmo depositante ou seus sucessores legais. Tem-se o Direito de Prioridade. Os prazos para exercer tal direito são: 12 (doze) meses para invenção e modelo de utilidade e 6 (seis) meses para desenho industrial.
A Convenção, ao estabelecer o Direito de Prioridade Unionista, regula os parâmetros que devem ser observados pelos países da União, entre os quais destacam-se:
A não obrigatoriedade de identidade entre as reivindicações do pedido que deu origem ao direito de prioridade e o pedido ulterior, contanto que a matéria esteja totalmente descrita no primeiro pedido (Art.4º, H); A possibilidade de o direito de prioridade estar fundamentado nos pedidos de patente de naturezas diversas; assim um pedido de invenção poderá servir de base para um pedido de modelo de utilidade e vice-versa (Art. 4º, E); A possibilidade de que um único pedido ulterior seja depositado com base em diversos pedidos anteriores (prioridades múltiplas) mesmo que provenientes de diferentes países(Art. 4º, F); A impossibilidade de recusar o direito de prioridade de um pedido ulterior com o fundamento de que o mesmo contém elementos não compreendidos no pedido anterior que deu origem à prioridade. Neste caso, o direito de prioridade cobrirá somente a matéria contida no pedido anterior, sendo que o pedido ulterior dará lugar a um direito de prioridade em relação aos elementos novos apresentados (Art. 4º, F); e 
O dever de se considerar como primeiro pedido, cuja data marcará o início do prazo de prioridade, um pedido ulterior que tenha o mesmo objeto do primeiro pedido apresentado no mesmo país da União, desde que, na data do depósito do pedido ulterior, o pedido anterior tenha sido retirado, abandonado ou recusado, sem ter sido submetido à inspeção pública, sem ter deixado subsistir direitos, inclusive, o de ter servido de base para reivindicação do direito de prioridade (Art. 4º, A). 

#### 3. Independência dos direitos
Esse princípio expresso no Art. 4º bis da Convenção de Paris, consentâneo com o Princípio da Territorialidade, estatui serem, as patentes concedidas (ou pedidos depositados) em quaisquer dos países membros da Convenção, independentes das patentes concedidas (ou dos pedidos depositados) correspondentes, em qualquer outro País signatário ou não da Convenção. Tal dispositivo tem caráter absoluto. A independência está relacionada às causas de nulidade e de caducidade, como também do ponto de vista da vigência.

#### 4. Territorialidade
Esse princípio consagrado na Convenção de Paris estabelece que a proteção conferida pelo estado através da patente ou do registro do desenho industrial tem validade somente nos limites territoriais do país que a concede. 
Observa-se que a existência de patentes regionais, como, por exemplo, a patente europeia, não se constitui uma exceção a tal princípio pois tais patentes resultam de acordos regionais específicos, nos quais os países membros reconhecem a patente concedida pela instituição regional como se tivesse sido outorgada pelo próprio Estado.